# Medium Mark I
Medium Mark I je bio srednji tenk Britanskog Carstva (današnje Ujedinjeno Kraljevstvo) dizajniran u razdoblju između dva svjetska rata. U to vrijeme bio je okosnica britanskih tenkovskih snaga i zamjena za stariji Mark C i ostala vozila iz Prvog svjetskog rata. Proizvodila ga je tvrtka Vickers u suradnji s tvrtkom Armstrong koja je isporučivala motore. Ukupno je isporučeno oko 160 primjeraka u razdoblju od 1923. do 1928. godine, a neki su za potrebe treninga ostali u uporabi sve do 1941. Prvotno je označen kao Light Mark I (laki tenk), ali nakon razvoja lakog tenka Mark I (ispod 5 tona), označen je kao srednji (medium) tenk.
Mark I je bio brži tenk, s maksimalnom brzinom od oko 24 km/h i prvi britanski tenk s montiranom rotirajućom kupolom. Za pogonski sklop je izabran benzinski zrakom hlađeni motor, kako bi se izbjegli problemi s opskrbom vode u afričkim zemljama.

## Vanjske poveznice
|  | Zajednički poslužitelj ima još gradiva o temi Medium Mark I |